# Misratah Airport
Misratah Airport är en flygplats i Libyen. Den ligger i den norra delen av landet, 190 km öster om huvudstaden Tripoli. Misratah Airport ligger 7 meter över havet.
Terrängen runt Misratah Airport är platt. Runt Misratah Airport är det ganska tätbefolkat, med 124 invånare per kvadratkilometer. Närmaste större samhälle är Misratah, 6,3 km nordost om Misratah Airport. Trakten runt Misratah Airport är ofruktbar med lite eller ingen växtlighet.